# 엘살바도르의 국장

엘살바도르의 국장

엘살바도르의 국장은 1912년 9월 15일에 제정되었다.
국장 가운데에 그려져 있는 삼각형 안에는 바다 위에 솟아나온 다섯 개의 화산이 그려져 있으며 화산 위에는 빨간색 프뤼기아 모자가 그려져 있다. 프뤼기아 모자 위에는 금색 태양이 그려져 있으며 태양 위에는 독립한 날인 "1821년 9월 15일"("15 September, 1821")이라는 문구가 쓰여져 있다. 태양 위에는 무지개가 그려져 있다. 다섯 개의 화산은 중앙아메리카 연방을 구성하고 있던 다섯 개의 나라를 의미한다.
삼각형 뒤쪽에는 엇갈린 채로 게양되어 있는 다섯 개의 중앙아메리카의 국기가 게양되어 있으며 삼각형 아래에 있는 리본에는 엘살바도르의 나라 표어인 "하느님, 연합, 자유"("Dios, Unión, Libertad")가 스페인어로 쓰여져 있다. 국장 안쪽을 월계수로 구성된 화환이 감싸고 있으며 엘살바도르의 국기가 이를 묶고 있다. 국장 바깥쪽에는 "중앙아메리카의 엘살바도르 공화국"("República de El Salvador en la América Central")이 스페인어로 쓰여져 있다.